# Lymnaeoidea
Super-famille
Les Lymnaeoidea sont une super-famille de mollusques gastéropodes d'eau douce.

## Taxinomie
Le nom scientifique est dérivé du genre Lymnaea emprunté au grec limnaios qui signifie « qui vit dans un étang ».

## Parasites
Ces animaux peuvent être porteurs de parasites transmissibles aux animaux terrestres ou à l'homme, dont Fasciola hepatica,.

## Liste des familles
- Ancylidae - non accepté, remplacé par sous-famille Ancylinae
- Lymnaeidae (limnées)
- Physidae (physes)
- Planorbidae (planorbes)
- Protancylidae - non accepté, fait partie des Planorbidae.

Selon World Register of Marine Species (18 novembre 2021) :
- Acroloxidae Thiele, 1931
- Bulinidae P. Fischer & Crosse, 1880
- Burnupiidae Albrecht, 2017
- Lymnaeidae Rafinesque, 1815
- Physidae Fitzinger, 1833
- Planorbidae Rafinesque, 1815

Selon Paleobiology Database (18 novembre 2021) :
- Lymnaeidae